# Isodontia boninensis
Isodontia boninensis är en biart som först beskrevs av Kazuhiko Tsuneki 1973.  Isodontia boninensis ingår i släktet Isodontia och familjen grävsteklar. Inga underarter finns listade i Catalogue of Life.